# Hotel Cadogan

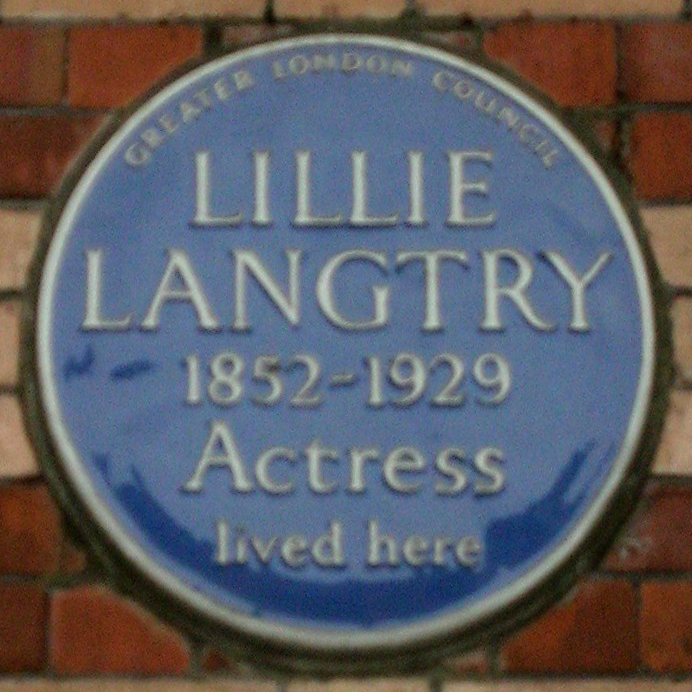
Targa dedicata all'attrice Lillie Langtry

L'Hotel Cadogan è uno degli alberghi storicamente più famosi di Londra, situato sulla Sloane Street, nel quartiere di Knightsbridge. Fu costruito nel 1887 e vanta un passato prestigioso. Oggi è di proprietà della catena Belmond.

## Storia
Tra i suoi ospiti vi furono personaggi prestigiosi, tra cui la famosa attrice di epoca vittoriana Lillie Langtry, amica di Edoardo VII. Oscar Wilde vi si trovava proprio il giorno in cui fu arrestato, dopo essersi rifiutato di partire verso Dover, come gli avevano suggerito, mentre Constance Wilde piangeva sperando partisse per l'estero: inesorabile, alle 18.10, per lui era già pronto un mandato di cattura.